# Wilmar Valencia
Wilmar Elar Valencia Pacheco (Camaná, 27 de octubre de 1961) es un exfutbolista y entrenador peruano. Jugó como volante de marca y defensa central. Actualmente es el director de divisiones Menores del Club Alianza Lima. Es hermano del también entrenador Marco Valencia.

## Clubes

### Como futbolista
| Club              | País        | Año         |
| ----------------- | ----------- | ----------- |
| Coronel Bolognesi | Perú        | 1979 - 1982 |
| Alianza Lima      | Perú        | 1982 - 1987 |
| Atlético Marte    | El Salvador | 1987        |
| Alianza Lima      | Perú        | 1988        |
| Blooming          | Bolivia     | 1989        |
| Alianza Lima      | Perú        | 1990 - 1994 |

### Como entrenador
| Club             | País | Año         |
| ---------------- | ---- | ----------- |
| Unión Huaral     | Perú | 2000        |
| Sporting Cristal | Perú | 2003 - 2004 |
| Alianza Lima     | Perú | 2005        |
| Cienciano        | Perú | 2006        |
| Total Chalaco    | Perú | 2010        |
| Melgar           | Perú | 2011        |
| José Gálvez      | Perú | 2012        |
| Sport Huancayo   | Perú | 2012        |
| Alianza Lima     | Perú | 2013        |
| León de Huánuco  | Perú | 2014        |
| Sport Huancayo   | Perú | 2015        |
| Real Garcilaso   | Perú | 2016        |
| Juan Aurich      | Perú | 2017        |
| Sport Boys       | Perú | 2018        |
| Atlético Grau    | Perú | 2019        |
| Sport Huancayo   | Perú | 2020 - 2021 |
| Binacional       | Perú | 2022 - 2023 |
| Sport Huancayo   | Perú | 2023 - 2024 |

### Como dirigente
| Club         | País | Puesto                         | Año       |
| ------------ | ---- | ------------------------------ | --------- |
| Alianza Lima | Perú | Director de divisiones menores | 2024-act. |

## Estadísticas

### Como director técnico
| Club | País                   | Años                   | Categoría              | Campeonato local (1) | Campeonato local (1) | Campeonato local (1) | Campeonato local (1) | Copa nacional (2) | Copa nacional (2) | Copa nacional (2) | Copa nacional (2) | Torneo internacional (3) | Torneo internacional (3) | Torneo internacional (3) | Torneo internacional (3) | Total | Total | Total | Total | Total | Total | Total | Total |
| Club | País                   | Años                   | Categoría              | PJ                   | PG                   | PE                   | PP                   | PJ                | PG                | PE                | PP                | PJ                       | PG                       | PE                       | PP                       | PJ    | PG    | PE    | PP    | %     | GF    | GC    | DG    |
| --- | ---------------------- | ---------------------- | ---------------------- | -------------------- | -------------------- | -------------------- | -------------------- | ----------------- | ----------------- | ----------------- | ----------------- | ------------------------ | ------------------------ | ------------------------ | ------------------------ | ----- | ----- | ----- | ----- | ----- | ----- | ----- | ----- |
| Sporting Cristal | Bandera de Perú        | 2003 - 2004            | Primera División       | 44                   | 24                   | 11                   | 9                    |                   |                   |                   |                   | 8                        | 3                        | 1                        | 4                        | 52    | 27    | 12    | 13    | 60%   | 103   | 63    | 40    |
| Alianza Lima | Bandera de Perú        | 2005                   | Primera División       | 19                   | 7                    | 6                    | 6                    |                   |                   |                   |                   |                          |                          |                          |                          | 19    | 7     | 6     | 6     | 47%   | 23    | 14    | 9     |
| Cienciano | Bandera de Perú        | 2006                   | Primera División       | 8                    | 4                    | 0                    | 4                    |                   |                   |                   |                   | 4                        | 1                        | 0                        | 3                        | 12    | 5     | 0     | 7     | 42%   | 13    | 18    | -5    |
| Total Chalaco | Bandera de Perú        | 2010                   | Primera División       | 29                   | 8                    | 8                    | 13                   |                   |                   |                   |                   |                          |                          |                          |                          | 29    | 8     | 8     | 13    | 37%   | 30    | 40    | -10   |
| Melgar | Bandera de Perú        | 2011                   | Primera División       | 15                   | 5                    | 3                    | 7                    | 1                 | 0                 | 1                 | 0                 |                          |                          |                          |                          | 16    | 5     | 4     | 7     | 40%   | 24    | 23    | 1     |
| José Gálvez FBC | Bandera de Perú        | 2012                   | Primera División       | 3                    | 1                    | 2                    | 0                    |                   |                   |                   |                   |                          |                          |                          |                          | 3     | 1     | 2     | 0     | 56%   | 2     | 1     | 1     |
| Sport Huancayo | Bandera de Perú        | 2012                   | Primera División       | 35                   | 15                   | 7                    | 13                   |                   |                   |                   |                   |                          |                          |                          |                          | 35    | 15    | 7     | 13    | 50%   | 41    | 37    | 4     |
| Alianza Lima | Bandera de Perú        | 2013                   | Primera División       | 35                   | 15                   | 8                    | 12                   |                   |                   |                   |                   |                          |                          |                          |                          | 35    | 15    | 8     | 12    | 50%   | 42    | 37    | 5     |
| León de Huánuco | Bandera de Perú        | 2014                   | Primera División       | 10                   | 3                    | 3                    | 4                    | 14                | 6                 | 6                 | 2                 |                          |                          |                          |                          | 24    | 9     | 9     | 6     | 50%   | 33    | 31    | 2     |
| Sport Huancayo | Bandera de Perú        | 2015                   | Primera División       | 25                   | 12                   | 7                    | 6                    |                   |                   |                   |                   |                          |                          |                          |                          | 25    | 12    | 7     | 6     | 57%   | 41    | 27    | 14    |
| Real Garcilaso | Bandera de Perú        | 2016                   | Primera División       | 20                   | 6                    | 1                    | 13                   |                   |                   |                   |                   | 4                        | 1                        | 1                        | 2                        | 24    | 7     | 2     | 15    | 32%   | 28    | 42    | -14   |
| Juan Aurich | Bandera de Perú        | 2017                   | Primera División       | 14                   | 2                    | 5                    | 7                    |                   |                   |                   |                   | 2                        | 0                        | 0                        | 2                        | 16    | 2     | 5     | 9     | 23%   | 16    | 39    | -23   |
| Sport Boys | Bandera de Perú        | 2018                   | Primera División       | 16                   | 4                    | 7                    | 5                    |                   |                   |                   |                   |                          |                          |                          |                          | 16    | 4     | 7     | 5     | 40%   | 20    | 25    | -5    |
| Atlético Grau | Bandera de Perú        | 2019                   | Liga 2                 | 27                   | 14                   | 4                    | 9                    | 8                 | 3                 | 4                 | 1                 |                          |                          |                          |                          | 35    | 17    | 8     | 10    | 56%   | 71    | 45    | 26    |
| Total Primera División | Total Primera División | Total Primera División | Total Primera División | 273                  | 106                  | 68                   | 99                   | 15                | 6                 | 7                 | 2                 |                          |                          |                          |                          | 288   | 112   | 75    | 101   | 48%   | 392   | 360   | +32   |
| Total de su carrera | Total de su carrera    | Total de su carrera    | Total de su carrera    | 300                  | 120                  | 72                   | 108                  | 23                | 9                 | 11                | 3                 | 18                       | 5                        | 2                        | 11                       | 341   | 134   | 85    | 122   | 48%   | 487   | 442   | +45   |
| PJ = Partidos jugados; PG = Partidos ganados; PE = Partidos empatados; PP = Partidos perdidos; % = Efectividad; GF = Goles a favor; GC = Goles en contra; DG = Diferencia de goles 1 Incluye Descentralizado, play off por el título y pre Sudamericana 2 Incluye Torneo del Inca y Copa Bicentenario 3 Incluye Copa Libertadores y Copa Sudamericana Actualizado al 14 de diciembre de 2019. |                        |                        |                        |                      |                      |                      |                      |                   |                   |                   |                   |                          |                          |                          |                          |       |       |       |       |       |       |       |       |

## Palmarés

### Como jugador

#### Torneos cortos
| Título                          | Club         | País | Año  |
| ------------------------------- | ------------ | ---- | ---- |
| Torneo Metropolitano            | Alianza Lima | Perú | 1985 |
| Torneo Descentralizado          | Alianza Lima | Perú | 1986 |
| Torneo Descentralizado          | Alianza Lima | Perú | 1987 |
| Torneo Descentralizado Zona "B" | Alianza Lima | Perú | 1988 |
| Torneo Metropolitano            | Alianza Lima | Perú | 1990 |

### Como entrenador
| Título            | Club               | País | Año  |
| ----------------- | ------------------ | ---- | ---- |
| Torneo Apertura   | Sporting Cristal   | Perú | 2003 |
| Copa Bicentenario | Club Atlético Grau | Perú | 2019 |

### Distinciones individuales
| Distinción                               | Año  |
| ---------------------------------------- | ---- |
| Nominado a mejor DT del año de la Liga 1 | 2020 |